# César Antonio Molina
Pour les articles homonymes, voir Molina.
César Antonio Molina Sánchez, né le 14 septembre 1952 à La Corogne, est un journaliste, écrivain et homme politique espagnol, ancien ministre de la Culture, entre 2007 et 2009.

## Biographie

### Formation
Il est titulaire d'une licence de droit, obtenue à l'université de Saint-Jacques-de-Compostelle, et de sciences de l'information, qu'il a passée à l'université complutense de Madrid. Il y a également reçu un doctorat de sciences de l'information, grâce à une thèse sur le journalisme littéraire, avec mention cum laude.

### Journaliste et universitaire
En 1985, il est recruté par Cambio 16 et Diario 16, dont il a été directeur adjoint et responsable des pages sur la culture et les spectacles, ainsi que des suppléments « Culture » et « Livres ». Parallèlement, il est professeur à l'université complutense de Madrid, puis professeur des universités à l'université Carlos III, et coordonne les cours de sciences humaines durant l'université d'été L'Escurial.

### Responsable culturel
Il est nommé, en 1996, directeur général du cercle des beaux-arts (CBA) de Madrid, une institution privée sans but lucratif. Il la dirige pendant huit ans, avant d'être désigné, le 15 mai 2004, directeur de l'Institut Cervantes par María Teresa Fernández de la Vega, sur proposition de Miguel Ángel Moratinos, María Jesús San Segundo et Carmen Calvo. En septembre 2005, il est fait chevalier de l'ordre français des Arts et des Lettres par Renaud Donnedieu de Vabres.

### Ministre de la Culture
César Antonio Molina devient ministre de la Culture le 6 juillet 2007, au cours d'un important remaniement ministériel. Très rapidement, il se montre un farouche adversaire du téléchargement illégal,. Tête de liste socialiste dans la province de La Corogne aux élections générales du 9 mars 2008, il est élu au Congrès des députés, puis reconduit au gouvernement.

### Fin de parcours politique
À l'occasion du remaniement du 7 avril 2009, il est remplacé par Ángeles González-Sinde. Il continue de siéger quelques mois au Congrès des députés, intégrant la commission conjointe pour le contrôle de la radiotélévision publique, avant de remettre sa démission le 7 septembre, en vue de retourner à la carrière universitaire.

## Œuvre

### Prose et essai
- 1974: Épica. A Coruña: Argrove. 45 p. DL C-615-1974
- 1979: Últimas horas en Lisca Blanca. Lleó. 20 p.  (ISBN 84-00-04527-0)
- 1984: La revista Alfar y la prensa literaria de su época (1920-1930). A Coruña: NOS. 397 p.  (ISBN 84-7540-028-0)
- 1987: Derivas. Madrid: Maina. 84 p.  (ISBN 84-86384-05-2)
- 1988: El fin de Finisterre. Edició bilingüe gallego-castellana. Ferrol (Canalejas, 234-2º): Sociedad de cultura Valle Inclán. 50 p.  (ISBN 84-86046-31-9)
- 1989: Prensa literaria en Galicia (1809-1920). Vigo: Edicións Xerais. 380p.  (ISBN 84-7507-395-6)
- 1989: Prensa literaria en Galicia (1920-1960). Vigo: Edicións Xerais. 715 p.  (ISBN 84-7507-430-8)
- 1990: Medio siglo de Prensa literaria española (1900-1950) [ensayo]. Madrid: Endymion. 394 p.  (ISBN 84-7731-050-5)
- 1990: Sobre el iberismo y otros escritos de literatura portuguesa. Madrid: Akal. 400p.  (ISBN 84-7600-501-6)
- 1991: Las ruinas del mundo. Barcelona: Anthropos. 480p.  (ISBN 84-7658-2870)
- 1994: Para no ir a parte alguna. València: Pre-textos, 85 p.  (ISBN 84-8191-0171)
- 1995: Sobre la inutilidad de la poesía. Madrid: Huerga & Fierro,. 492p.  (ISBN 84-88564-11-2)
- 1996: Nostalgia de la nada perdida; ensayo sobre narrativa contemporánea. Madrid: Endymion. 520 p. (ISBN 84-7731-222-2)
- 2000: Vivir sin ser visto. Barcelona: Península. 238p.  (ISBN 84-8307-301-3)
- 2001: A Coruña, agua y luz. Edició bilingüe castellana-anglesa. Barcelona: Lunwerg. 254p.  (ISBN 84-7782-785-0)
- 2001: Olas en la noche. València: Pre-textos. 87p.  (ISBN 84-8191-356-1)
- 2003: Regresar a donde no estuvimos. Barcelona: Península. 461 p.  (ISBN 84-8307-551-2)
- 2003: Viaje a la Costa da morte. Madrid: Huega & Fierro. 315 p.  (ISBN 84-8374-390-6)
- 2005: En honor de Hermes. Madrid: Huerga & Fierro. 769p.  (ISBN 84-8374-497-X)
- 2005: Fuga del amor. Barcelona: Destino. 245p.  (ISBN 84-233-3766-9)
- 2006: El rumor del tiempo. Madrid: Círculo de lectores.  (ISBN 84-672-1977-7)

### Poésie
- 1978: Proyecto preliminar para una arqueología de campo. Barcelona: Antrophos. 103 p.  (ISBN 84-7457-020-4)
- 1983: La estancia saqueada. Barcelona: Los libros de la frontera. 86 p.  (ISBN 84-85709-18-7)
- 1984: Antología de la poesía Gallega contemporánea. Madrid: Jucar. 509p.  (ISBN 84-334-3059-9)
- 1986: Gobierno de un jardín. Conca: II MENU.
- 2001: A fin de Fisterra. Pontevedra: Diputación Provincial de Pontevedra. 47.  (ISBN 84-8457-067-3)
- 2005: En el mar de Ánforas. València: Pre-Textos. 204p.  (ISBN 84-8191-650-1)